# Damien (televisieserie)
Damien is een Amerikaanse horror-dramaserie die bestaat uit één seizoen van tien afleveringen. Deze werden oorspronkelijk van 7 maart 2016 tot en met 9 mei 2016 uitgezonden op A&E. Damien is gebaseerd op de horrorfilm The Omen uit 1976.
De serie werd in mei 2016 stopgezet vanwege slechte kijkcijfers.

## Verhaal
Oorlogsfotograaf Damien Thorn is vergeten wat er is gebeurd in zijn jeugd. Op zijn dertigste verjaardag vertelt een geleerde hem dat hij de Antichrist is en komt hij erachter dat het getal van het Beest op zijn hoofd staat. Ann Rutledge probeert hem te doen accepteren wie hij werkelijk is, terwijl ze hem tegelijkertijd probeert te beschermen tegen mensen die het slecht met hem voorhebben. Voor Thorn ontstaat er een worsteling tussen zijn menselijke kant en zijn lotsbestemming.

## Rolverdeling
- Bradley James - Damien Thorn
- Barbara Hershey - Ann Rutledge
- Megalyn Echikunwoke - Simone Baptiste
- Omid Abtahi - Amani Golkar
- David Meunier - James Shay
- Scott Wilson - John Lyons
- Melanie Scrofano - Veronica Selvaggio
- Sandrine Holt - Paula Sciarra
- Tiffany Hines - Kelly Baptiste